# Länna gård, Huddinge kommun

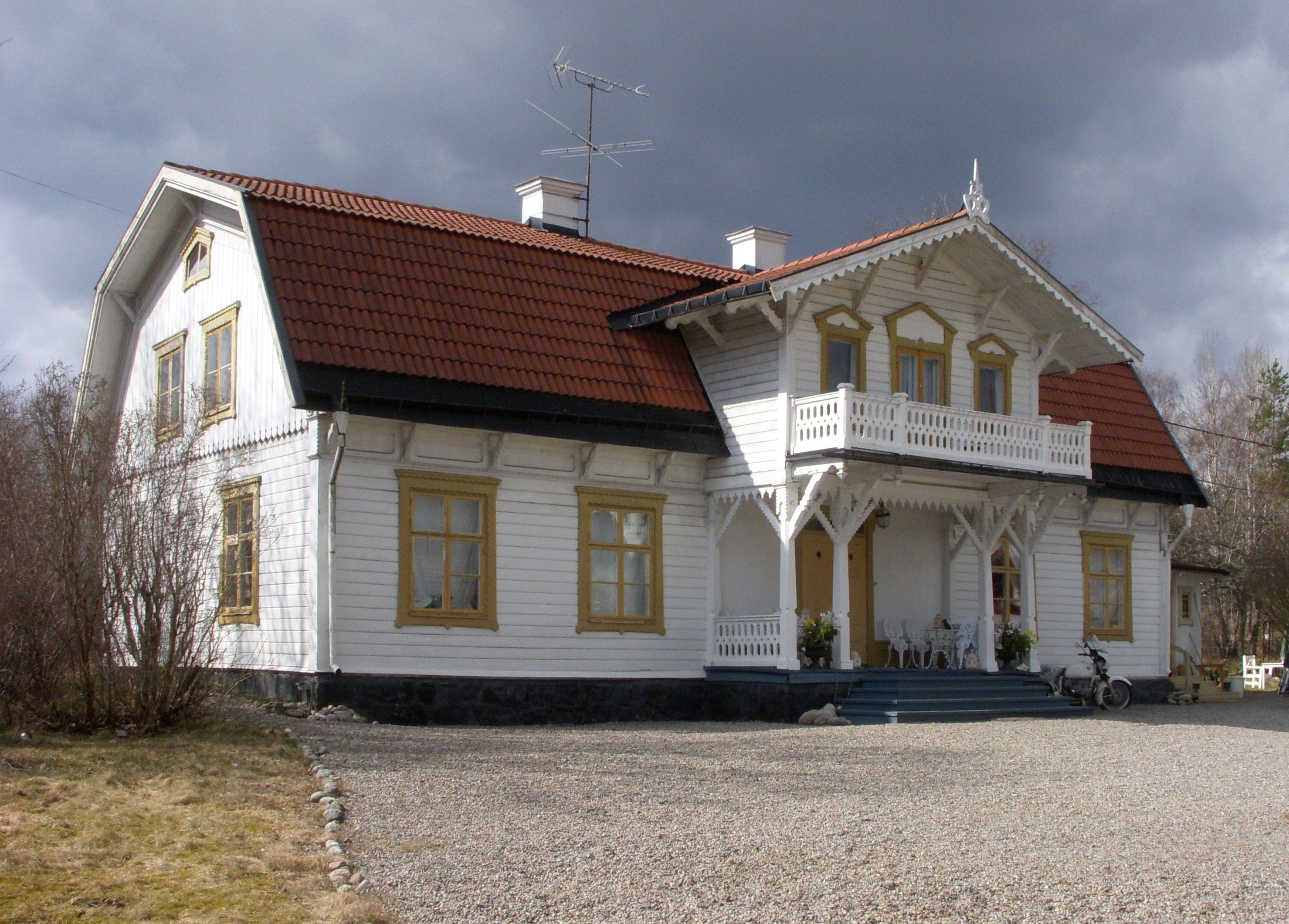
Länna gård i april 2012.

Länna gård är en äldre mangårdsbyggnad i Länna, Huddinge kommun (Huddinge socken) Stockholms län. Byggnaden är ett av de sista kvarvarande bostadshusen som ingått i Länna by. Vid Länna gård (Östergården) var lekmannapredikanten Carl Olof Rosenius (1816-1868) informator 1839.

## Forntid
I Länna gårds område har det funnits en kontinuerlig bosättning alltsedan yngre järnåldern. Namnet Länna (Lænnom 1409) innehåller ett gammalt ord för landningsplats (avlett av land) och avser troligen en forntida angöringsplats för båtar vid Drevvikens strand. Från Drevviken och Lissmadalen innanför bortmot Lissmasjön, fanns en vikingatida färdled ut till Östersjön. Direkt söder om gården finns på en höjd bland annat ett gravfält (Raä 87) från yngre järnåldern. Likaså finns gravar vid Länna holme och utmed Gamla Dalarövägen.

## Historisk tid

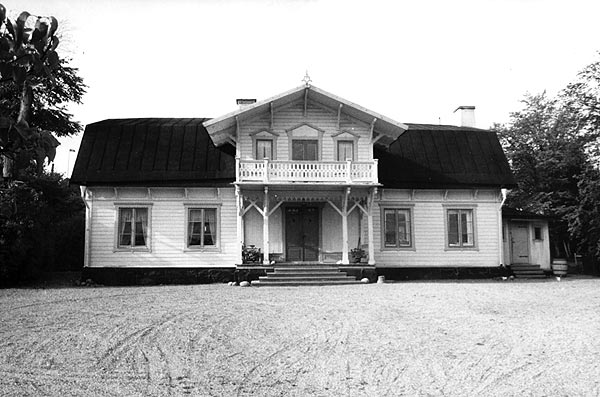
Länna gård 1964.

Länna by bestod av de fyra gårdarna Östergården, Västergården, Lillgården och Mellangården, som undergick storskifte 1812 och laga skifte 1845. Samma år förvärvade den franske gulddragaren G. Giron Lännas Östergård. Giron följde Jean Baptiste Bernadotte, sedermera Karl XIV Johan, till Sverige. Sonen August Giron inköpte senare även Lillgården och Länna gästgivaregård, vilka tillsammans bildade Länna gård. Av Länna gård och by finns idag endast gästgivaregården, ett gammalt bränneri och några ombyggda lador kvar, samt Östergårdens herrgårdslika mangårdsbyggnad, som är en ljusmålad och panelad träbyggnad med vindsvåning under brutet tak. Båda boningshusen är privata bostäder.
Släkten Giron bebodde Länna gård fram till 1877. Under den tiden fick gården mycket av sitt nuvarande utseende med snickarglada detaljer och det genomfördes ombyggnader och moderniseringar. Gården såldes år 1877 till godsägare S. G. Holmberg och vid hans död ärvdes egendomen av hans barn, Oskar, Edla, Otto och Knut. Gårdens södra flygelbyggnad är den ursprungliga, medan norra flygeln var nergången och revs på hösten 1962. Till samma plats flyttades istället en byggnad som tidigare varit krog före Länna gästgivaregård. 

## Bilder, flygelbyggnaderna

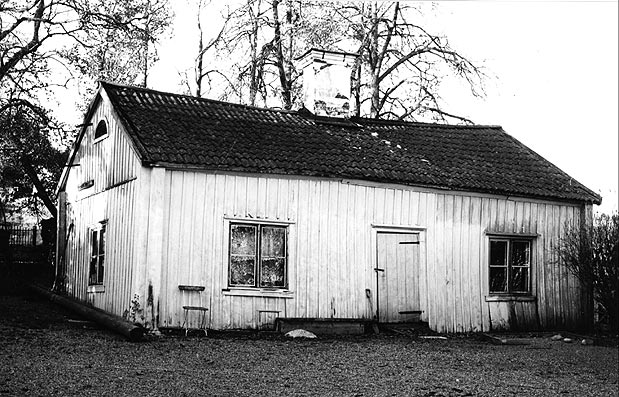
Norra flygeln 1962 (riven)
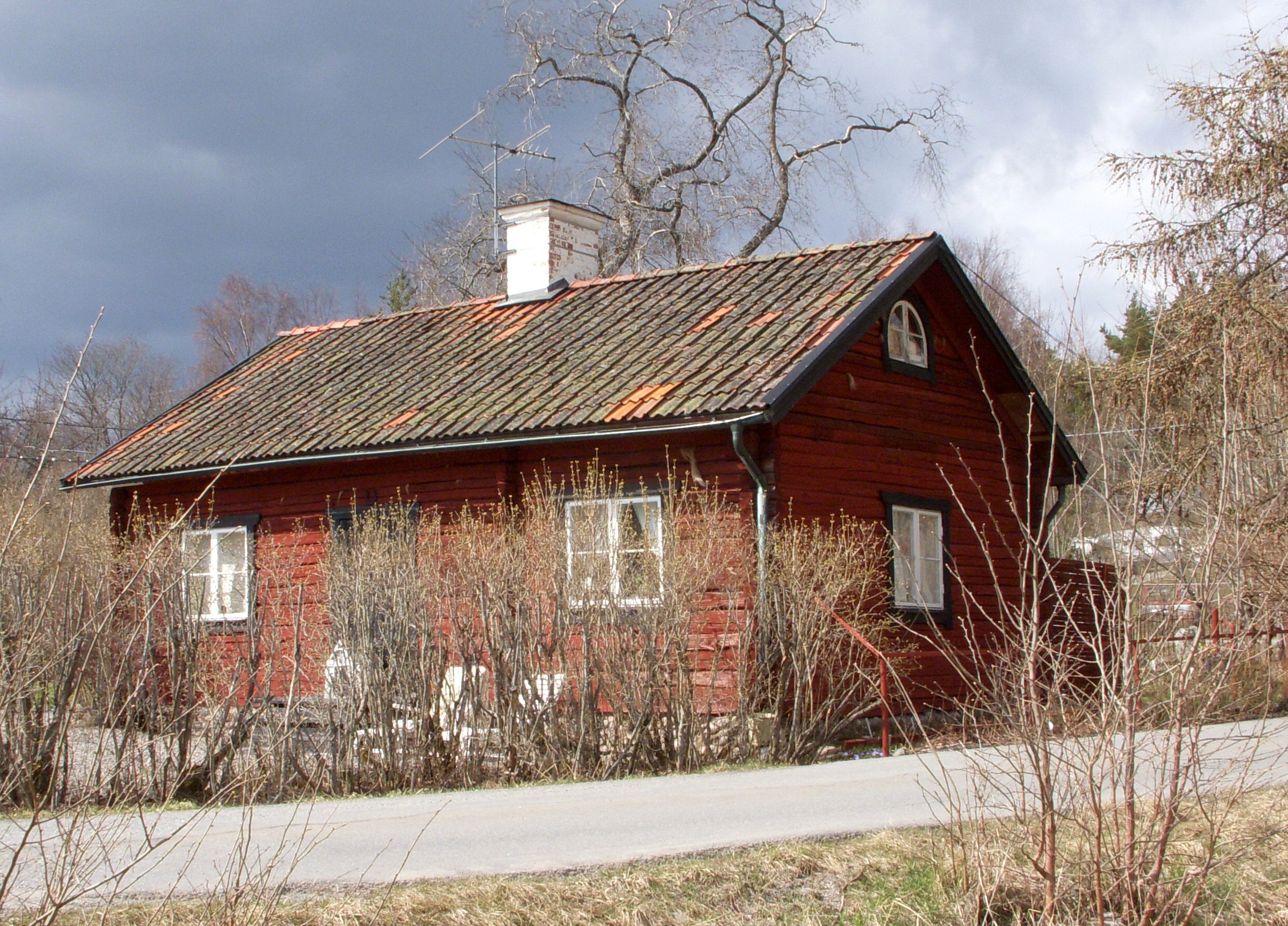
Norra flygeln 2012
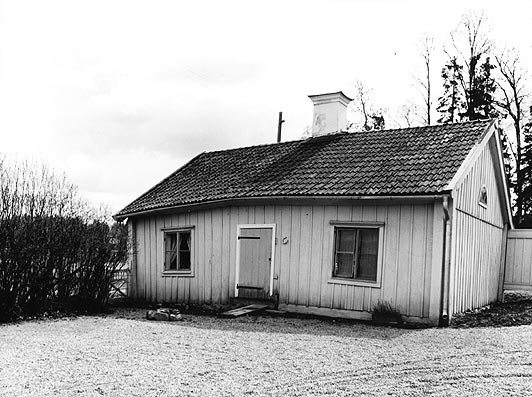
Södra flygeln 1964
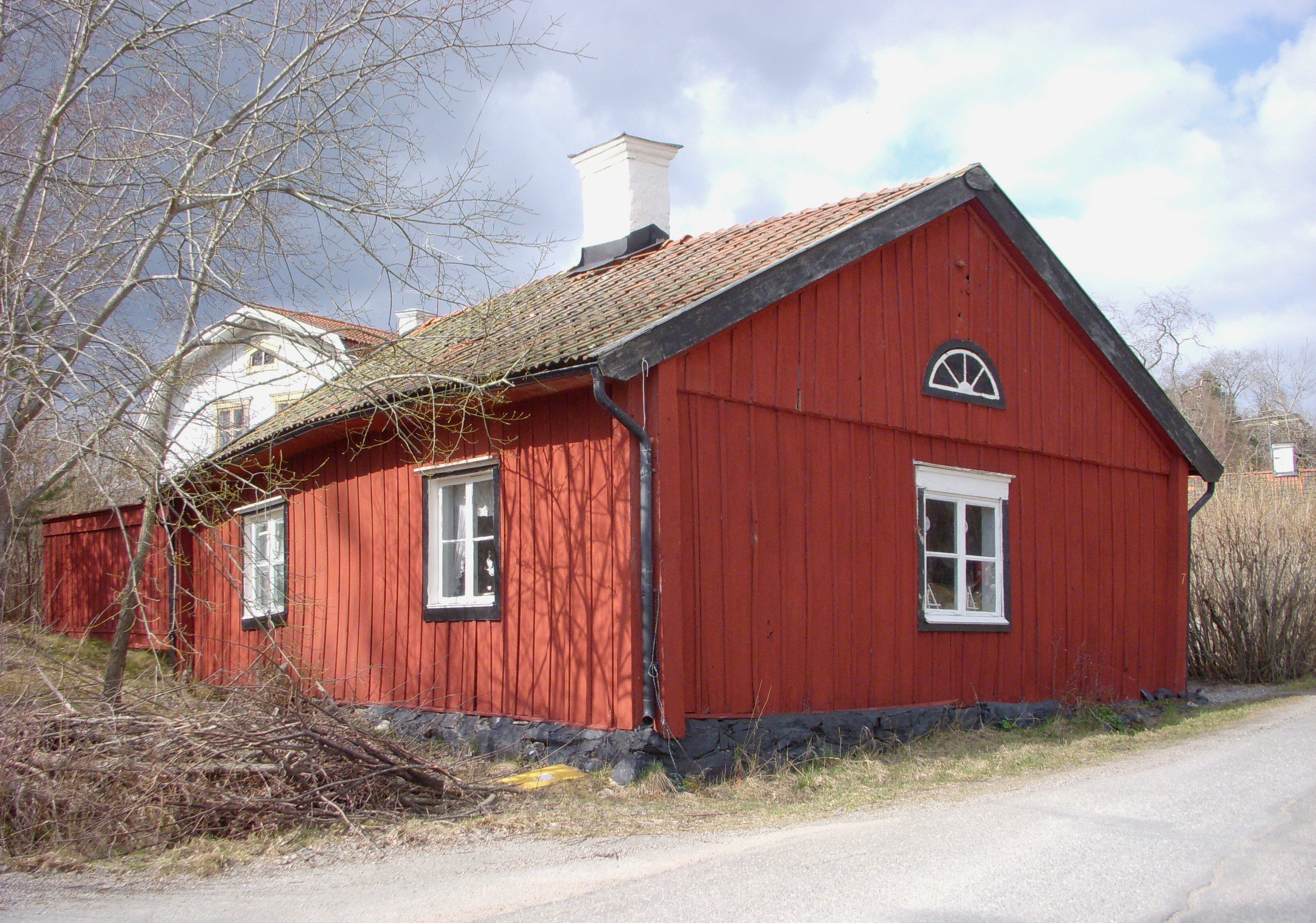
Södra flygeln 2012